# Жерар Тібо
Жерáр Тібó (Тибальде) д'Анверса (Gérard Thibault d'Anvers) (1574–1627) — голландський майстер фехтування і автор стародавнього трактату «Академія меча», («Academie de l'Espée»), виданого в Лейдені 1628 року.
У своїй праці Тібо досліджував і виклав постулати і принципи іспанської школи фехтування. Його трактат на той момент часу був одним з найбільш детальних і опрацьованих джерел, які дійшли до наших днів. У його трактаті з фехтування описана робота з рапірою. Невід'ємною частиною є застосування геометрії і логіки в цій науці володіння зброєю.

## Біографія
Жерар Тібо народився в 1574 році в Антверпені (Бельгія, тогочасний Брабант), яке знаходилося під Іспанським управлінням), в сім'ї торговця вовною. Тібо повністю присвятив своє життя науці фехтування, навчався в Антверпені у знаменитого вчителя, майстра фехтування Ламберта ван Сомеро. Тібо вивчав медицину, архітектуру і живопис, в свої молоді роки писав вірші.
Подробиці про життя Тібо досить різноманітні, в основному усі зібрані з його трактату, так як про нього практично не залишилося якихось згадок. Деяка інформація була зібрана з рукописних заміток і святкових віршів друзів Тібо, родичів, учнів і колег, інших майстрів фехтування.
Тібо вперше почав свою роботу з мечем в Антверпені, який викладав у 1564 і 1584. У 1605 році, Тібо був торговцем вовною в Санлукар-де-Баррамеда на півдні від Севільї на набережній Гвадалквівіра, це була Батьківщина Херонімо Санчес де Карранза, там він ще більше зацікавився мечем, вивчав фехтування іспанською рапірою, школи іспанського фехтування Дестреза.
Приблизно 1600 року він переїхав в Іспанію і зупинився в невеликому містечку Санлукар-де-Баррамеда … тому що Санлукар був батьківщиною Дестрези — рідним містом Ієроніма Карранзи. Він навчався разом з Луїсом Пачеко де Нарваезом і іншими фехтувальниками цього регіону. Далі через деякий час Тібо повернувся додому в 1610 році.
До 1611 року Тібо усвідомив, що готовий до того, щоб публічно продемонструвати надбану в Іспанії майстерність, навички і спритність в мистецтві фехтування. У Роттердамі він брав участь в головному турнірі фехтувальників, де були зібрані всі кращі фехтувальники з усіх Нідерландів. Тібо переміг усіх конкурентів на турнірі, який тривав кілька днів, і вийшов з нього переможцем. Так він став відомим усій Європі, і через це познайомився з принцом Морісом Нассау — головою держави того часу. Тібо також йому продемонстрував свій метод фехтування. Йому вдалося побити всіх супротивників. Жерар Тібо став найбільш затребуваним і відомим вчителем фехтування в своєму регіоні.
До 1615 року, якщо не раніше, Тібо почав розробляти плани по написанню об'ємної книги, присвяченій фехтуванню, під назвою «Академія Меча».
Все своє життя він працював над своєю працею з фехтування, який був опублікований через рік після його смерті.
Хоча, спочатку система фехтування, запропонована Тібо, була сприйнята зі скептицизмом майстрами того часу. 1615 року Тібо був запрошений на суд в Клеве і поїхав з Амстердама, де він в черговий раз успішно продемонстрував свою систему. Протягом наступних кількох років, Тібо повернувся з Клеве в Іспанію, потім в Амстердам, і, нарешті, 1622-го в Лейден. Там, Тібо вивчав математику в Лейденському університеті. Точно не відомо, чи навчав Тібо своїй системі студентів в університеті під час його перебування в Лейдені. Тібо продовжував працювати над своїм трактатом  «Академія меча» , також була сформована команда з шістнадцяти майстрів-граверів .

## Академія меча

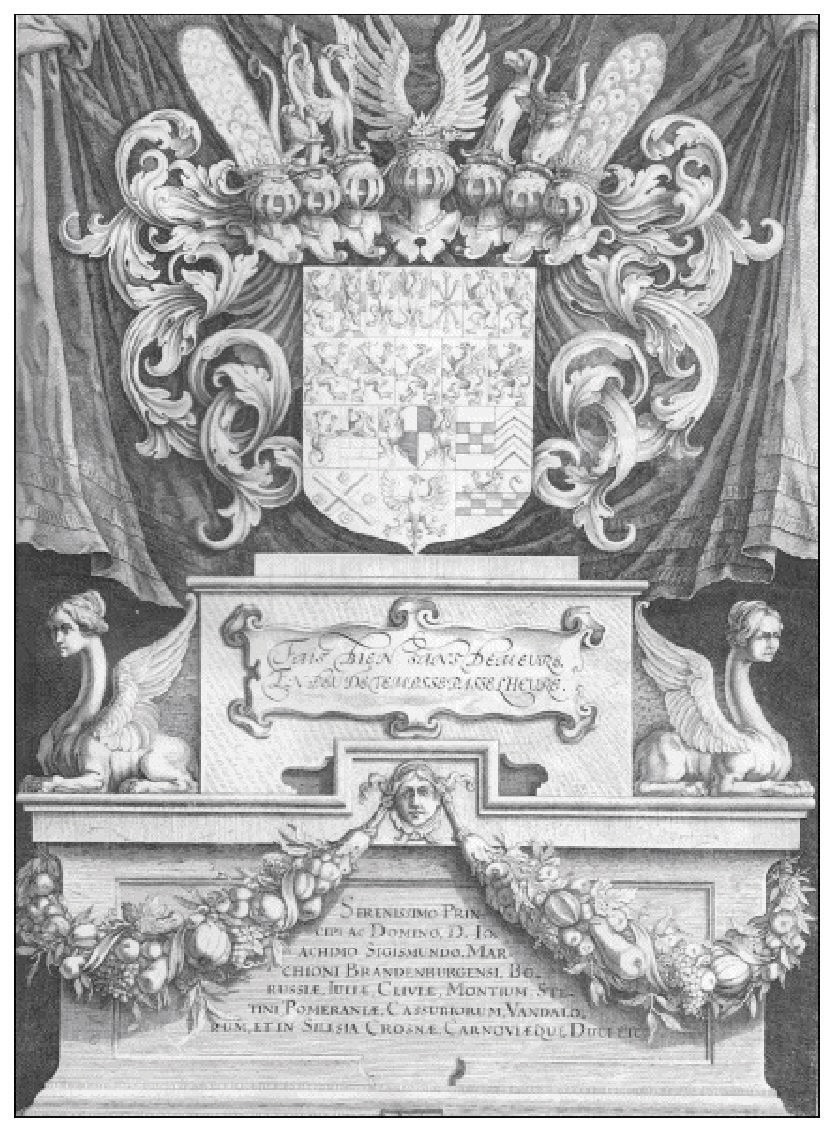
«Для храброго сердца немає нічого нездійсненного» Жерар Тібо, Трактат «Академія меча»

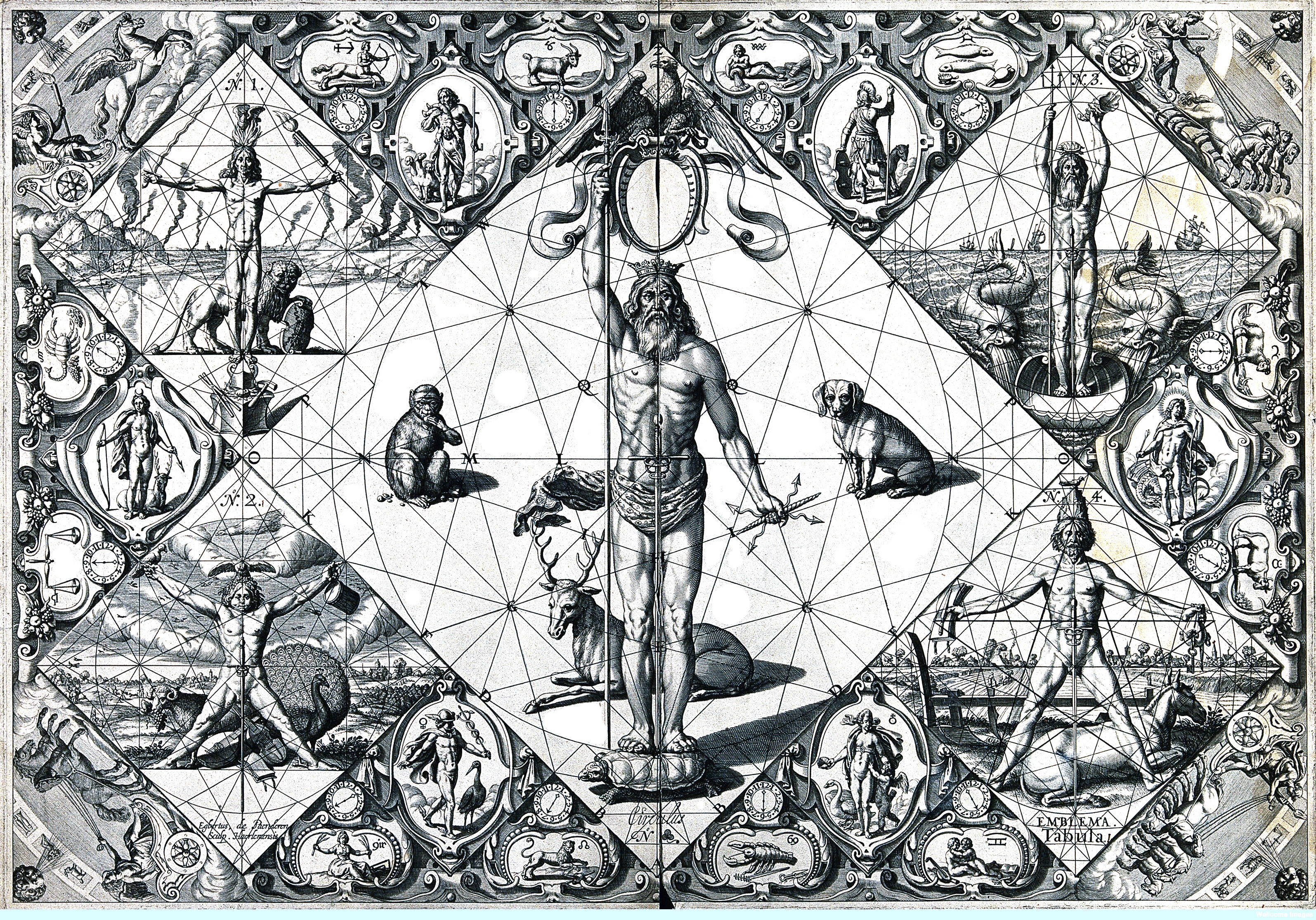
Human proportions established through mythological figures. Людські пропорції через міфологічні фігури. Гравюра з книги «Академия меча» Académie де l'Espée (1628) Жирара Тибо (Girard Thibault), присвячена фехтуванню. Найбільше за розмірами видання легендарних Ельзевірів. На 1914 рік перебувала в книгозбірні І. Д. Орлова

Жерар Тібо витратив практично все своє життя на те, щоб написати і видати свою працю «Академія меча». Друкування цієї книги зайняло п'ятнадцять років. Під час виходу першої частини книги інтерес до іспанського фехтування почав згасати. Передчасна смерть автора в 1629 році, так і не зазнавши радості від споглядання першого тому свого трактату, завадила йому випустити другу частину книги, в якій він розглядав верхову їзду. Видання цієї надзвичайної праці вимагало таких витрат, що автор міг впоратися тільки за підтримки французького короля, як відомо, великого любителя фехтування. Людовик XIII обдарував своєю милістю автора за десять років до закінчення його роботи над книгою, також під нею підписалися ще дев'ять царюючих осіб Німеччини.
Книга «Академія меча» була видана 1628 року у Франції, через що деякий час були суперечки щодо приналежності книги не до іспанського стилю фехтування, а до французького. Жерар Тібо в своєму трактаті «Академія меча» поліпшив свою систему бою, частина якої дійшла до наших днів. Саме Тібо розвинув концепцію «магічного кола» (використовується термін «коло Тібо») і застосував його в науці фехтування. Також він довів, що для оборони досить лише однієї рапіри, хоча в деяких прийомах використовував неозброєну руку.
За всіма правилами математики і на основі містичного кола визначені справжні і до цього невідомі секрети застосування зброї як в пішим бою, так і в бою на коні. Ця книга вважається найдокладнішим трактатом з фехтування і взагалі однією з найдивовижніших робіт, яка дійшла до наших днів, з точки зору друкарського мистецтва.
Жерар Тібо не вказує жодного свого джерела інформації і не згадує жодне ім'я майстра фехтування. Ілюстрації трактату мають певні особливості, Нарваес також використовував ці специфічні принципи в менш заплутаних формах, що йому вдалося досягти за рахунок введення нових геометричних і механічних теорем.
Система фехтування воістину неймовірна, перший період над нею потішалися італійські і французькі майстри, гортаючи чудову книгу, і як їм хотілося поставити декількох учнів Тібо з мечем в руці на протилежний край містичного діаметра і завдати їм довгого колючого удару при перших ознаках подібних блукань по колу. Але ефективність системи не змусила чекати. Важкий трактат безумовно є однією з найбільш цікавих старовинних книг. Він показує, яку владу часом має мода над людським розумом.
В Іспанії було прийнято битися за штучними правилами, у Франції копіювали іспанські звичаї. Однак для людини, що вивчає фехтування, було зрозуміло, що трактат «Академія меча» володіє ще однією особливою гідністю — книга заповнює недолік ілюстрацій в іспанських книгах того часу. Гравюри дуже точно зображують те, яким було іспанське фехтування до середини XVIII століття.

## Структура книги «Академія меча»
Книга «Академія меча» вважається найбільш багатим ілюстрованим керівництвом з фехтування між будь-коли створених. Жерар Тібо описав мистецтво фехтування за допомогою математичних правил, на основі магічного кола, теорії і практики істинного вчення, відкрив невідомі секрети поводження зі зброєю в пішому і кінному строю.
У своєму трактаті йому вдалося порушити такі теми, описати принципи та напрямки фехтування, які лягли в основу Школи іспанського фехтування:

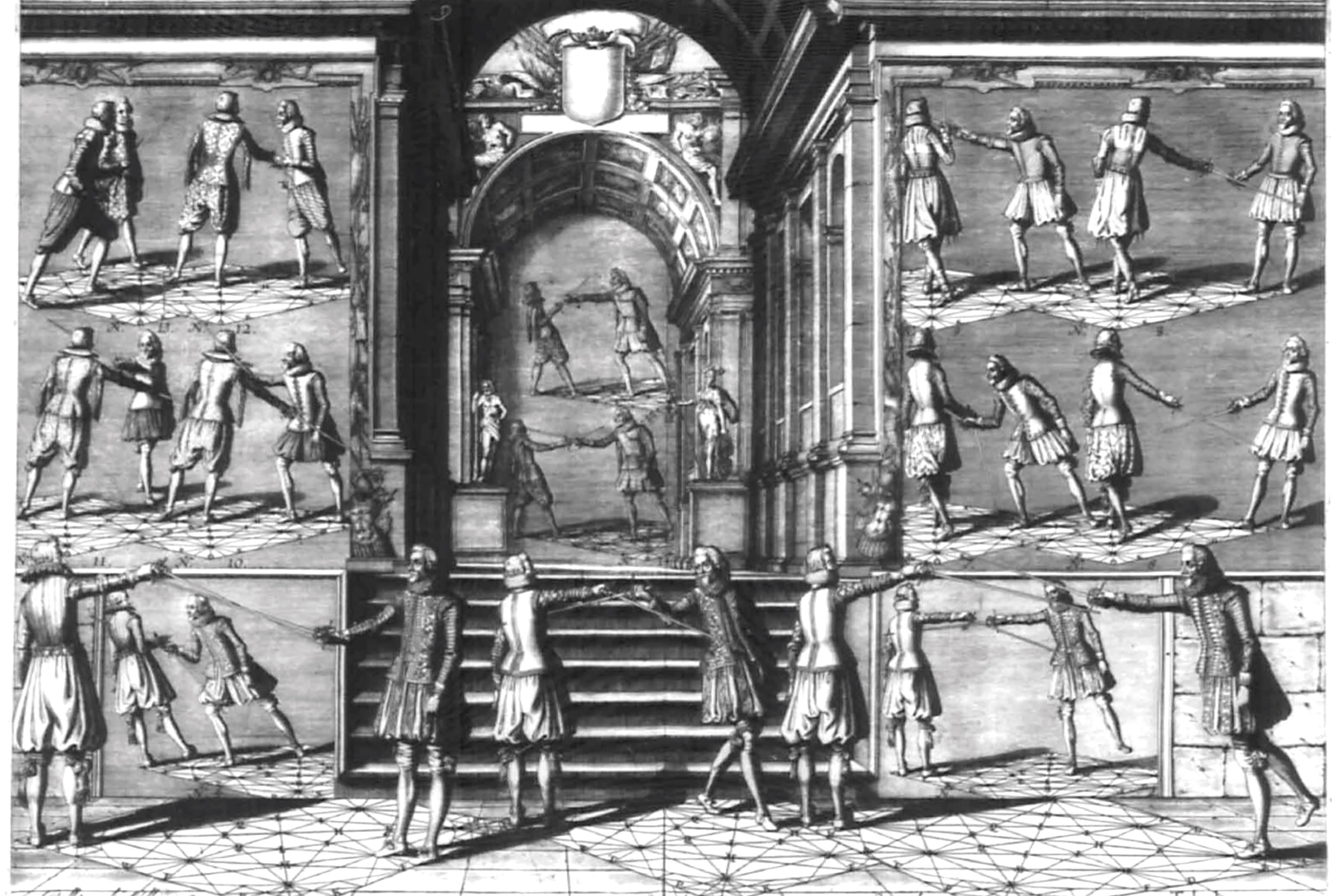
Про альтернативну гвардію. Ілюстрація з трактату Жерара Тибо «Академія меча»

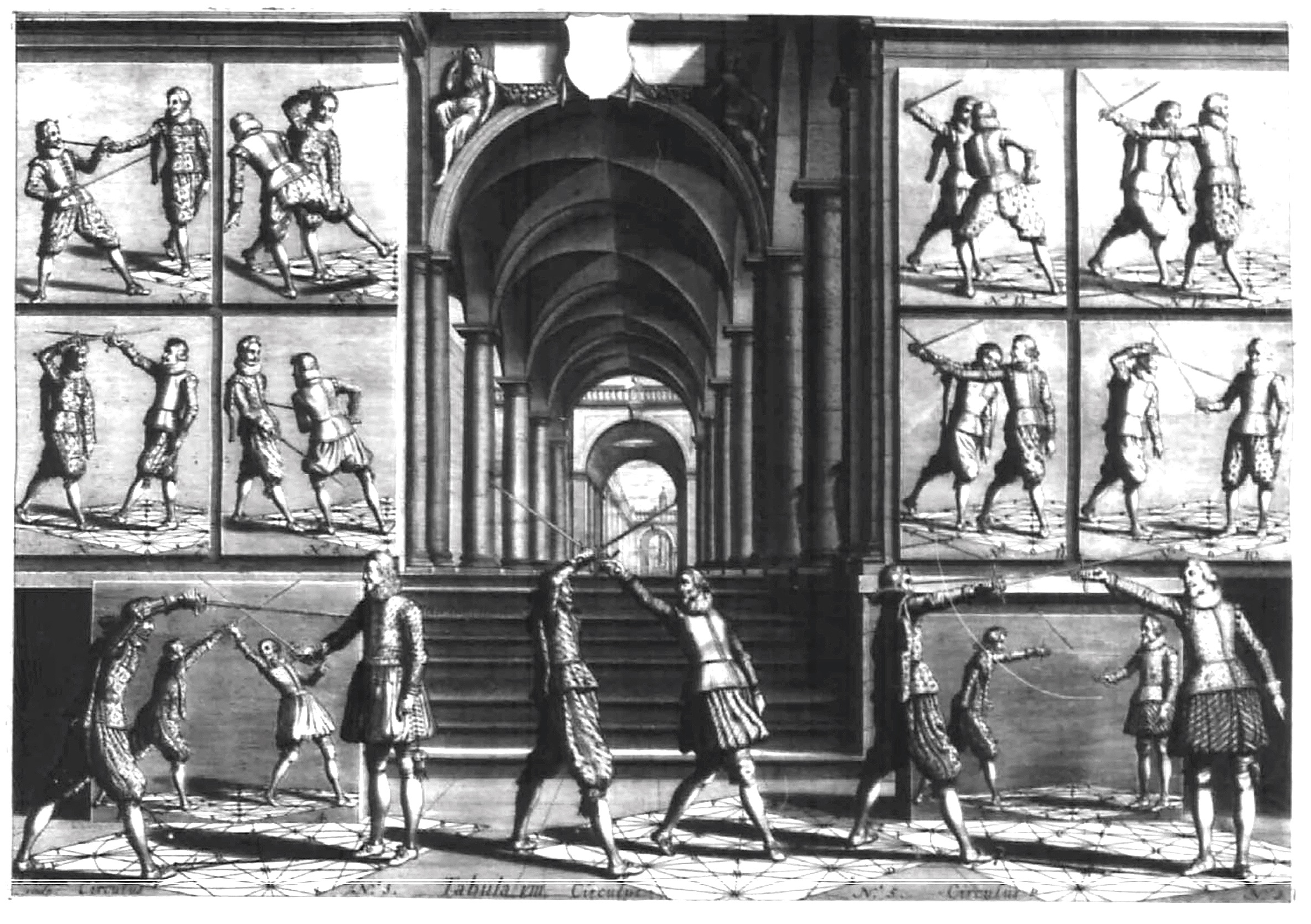
Об имброкадо (удар в левую часть корпуса). Иллюстрация из трактата Жерара Тибо «Академия меча»

- Спосіб накладання кола на підставу (землю); коло і його додатковий зміст.

- Уявлення і зв'язані пропорції тіла людини, його зовнішніх частин з пропорціями Круга.

- Відповідна довжина клинка — або який меч належить мати кожному згідно з його пропорціями, щоб змогти себе захистити.

- Про 12 заходів меча, їх градуювання і числовий розмітці.

- Спосіб хвата меча, необхідний для практики нашої техніки.

- Про пропорції тіла.

- Відповідні заходи стійки, хвата і голови ефеса, кріплення меча і перев'язі, продемонстровані за допомогою нашого Круга в співвідношенні з людським тілом; заходи, що володіють перевагою з точки зору дотримання правил зовні благопристойності і зручності в носінні меча.

- Більш детальний дискурс і роз'яснення застосування заходів пояса (перев'язі) і кріплення меча, які взяті з нашого кола, в піку іншим помилкам, які багато хто припускає.

- Про вірні способи вилучення меча при відповідних пропорціях.

- Спосіб діставання меча при зближенні.

- Способи діставання меча при русі назад.

- Спосіб подання меча опоненту по прямій лінії.

- Якого підходу необхідно дотримуватися, щоб працювати проти прямої лінії і проти тупого кута.

- Вчення щодо позиції по прямій лінії.

- Дискусія про перевагу прямої лінії.

- Дискусія про використання і досконало Першої Інстанції, про способи її видозміни в застосуванні до різних мір меча.

- Про атаки на першій інстанції і хитрощах.

- Про атаки і контр-атаках по прямій лінії.

- Про тимчасові такти атак і контратак.

- Про імброкадо (удар в ліву частину корпусу).

- Про почуття міри, дискурс відмінностей мас, які виступають в якості введення.

- Про вхід в кути.

- Про альтернативну гвардію.

- Про ріжучі удари.

- Про техніки, пов'язані із зовнішньою стороною руки.

- Про паузи.

- Про удари в праву руку.

- Про підпорядкування клинків.

- Про контроль над клинком.

- Про атаки першого наміру.

- Про різні контрзаходи.

- Про різні позиції.

- Ледь помітні варіації.

- Про підпорядкування меча при русі у внутрішню сторону.

- Про парирування.

- Про неприродні позиції.

- Про неприродні позиції, продовження.

- Про збереження переваги.

- Про підпорядкування меча. Повторне повернення.

- Про позиції Сальвадора Фабріса.

- Віч-на-віч з мечем і кинджалом.

- Про протистояння щиту і мечу.

- Про роботу з дворучним мечем.

- Про протистояння дворучному мечу.

- Як протистояти людині, що володіє мечем лівою рукою (лівша).

- Про протистояння людині, збройним мушкетом [3] .